# Sirius-Passet-Faunengemeinschaft

Peary Land in Nordgrönland

Die Sirius-Passet-Faunengemeinschaft ist eine unterkambrische Konservatlagerstätte auf Peary Land im äußersten Norden Grönlands. Bei den dort gefundenen Fossilien handelt es sich überwiegend um Weichkörper-Organismen, die im Schlamm des tiefen Wassers in der Nähe einer flachen Karbonatbank abgelagert wurden.
Die Sirius Passet-Faunengemeinschaft wurde nach der Sirius-Patrouille, die im Norden Grönlands zum Einsatz kommt, benannt. Die Fossillagerstätte liegt an der Ostküste des J. P. Koch-Fjords im unteren Abschnitt der Buen-Formation. Sie wurde 1984 von A. Higgins, einem Mitarbeiter von Grønlands Geologiske Undersøgelse, entdeckt. Ein vorläufiger Bericht wurde 1987 von Simon Conway Morris u. a. veröffentlicht. Im Anschluss daran sind in den Jahren 1989, 1991 und 1994 drei weitere Expeditionen, die von J. S. Peel und von Simon Conway Morris geleitet wurden, an die Fundstelle zurückgekehrt und haben eine Sammlung von zirka 10 000 Fossilien zusammengetragen.

## Stratigraphie und allgemeiner geologischer Rahmen
Die 325 Meter mächtige unterkambrische Buen-Formation überlagert mit anormalen Kontakt (Verwerfungen) die hellgrauen Dolomite der neoproterozoischen Portfjeld-Formation. Auf sie schließt sich die Brønlund-Fjord-Gruppe an. Die Buen-Formation gehört zu den Schelfsedimenten des südlichen Franklin-Beckens (Nordgrönland und Arktische Inseln Kanadas). In ihrem unteren Abschnitt wird sie hauptsächlich von sandiger Fazies beherrscht, der obere Abschnitt besteht aus graugrünen Ton- und Siltsteinen. Nach Norden zu geht die Buen-Formation allmählich in die tiefere Kontinentalhangfazies der zeitgleichen Polkorridoren-Gruppe über (700 Meter mächtige Tiefwasserablagerungen). Während der Ellesmerischen Gebirgsbildung erlitt die Formation eine schwache Metamorphose und wurde grünschieferfaziell überprägt.
Die Konservatlagerstätte befindet sich in dunkelgrauen bis schwarzen Tonsteinen des untersten Abschnitts, im Übergangsbereich der Buen-Formation zur Polkorridoren-Gruppe.
Das Auftreten des Trilobiten Buenellus higginsi erlaubt die Korrelation der Lagerstätte mit der laurentischen Trilobitenzone Nevadella; letztere wird jetzt mit der 2. Serie, 3. Stufe des Kambriums (521 - 514 Millionen Jahre BP) gleichgesetzt.

## Fauna
Die Sirius Passet-Faunengemeinschaft wurde unweigerlich mit dem Burgess-Schiefer in Verbindung gebracht, obwohl sie wahrscheinlich zehn bis fünfzehn Millionen Jahre älter sein dürfte und von Martin u. a. (2000) auf 518 bis 505 Millionen Jahre BP datiert wird. Damit kommt sie zeitlich wesentlich näher bei der Chengjiang-Faunengemeinschaft zu liegen.
Die Faunengemeinschaft ist bisher noch nicht vollständig wissenschaftlich beschrieben worden, dennoch zeichnet sich ab, dass sie aus einer relativ begrenzten Artenanzahl von Gliederfüßern, Schwämmen und seltenen Vertretern anderer Gruppen besteht. Sie enthält außerdem drei höchst problematische Taxa – Halkieria, Kerygmachela sowie Pambdelurion – die in der Diskussion um den Ursprung der heutigen Tierstämme eine bedeutende Rolle spielen.
Anfang 2008 veröffentlichten Simon Conway Morris und Kollegen eine wissenschaftliche Arbeit über die Sirius Passet-Faunengemeinschaft in der Zeitschrift Acta Palaeontologica Polonica, in der sie Vielborster aus dem Stamm der Ringelwürmer beschreiben. Sie führen aus: „die Stammeszuordnung der Phragmochaeta ist noch sehr vage, könnte aber basaler Natur sein“. Anzumerken ist hierbei, dass Vielborster in der Fauna des Burgess-Schiefer durchaus von Bedeutung, in den anderen unter- und mittelkambrischen Fossillagerstätten praktisch aber unbekannt sind. Dieser Einzelfund erweitert somit beträchtlich unser Verständnis von dieser Tiergruppe. Leider sind die bisher beschriebenen Exemplare relativ arm an morphologischen Charaktermerkmalen.
Für ihre Arbeit wurden fast 6000 fossilführende Gesteinsbruchstücke, die im Zeitraum von 1985 bis 2006 ausgewählt worden waren, herangezogen. Es sind darüber hinaus aber auch noch andere fossilienführende Fundstellen bekannt, die jedoch noch nicht ausführlich untersucht worden sind.

## Fauna nach Stämmen geordnet
- Stamm Annelida (Ringelwürmer)
  - Phragmochaeta canicularis[3]
- Stamm Arthropoda (Gliederfüßer)
  - Aaveqaspis inesoni
  - Buenaspis forteyi
  - Isoxys volucris
  - Kiisortoqia soperi

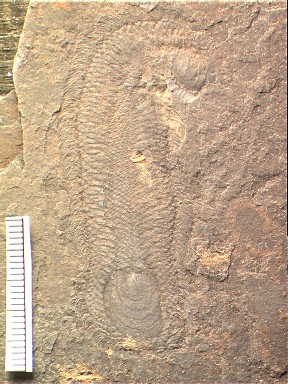
Halkieria

  - Pauloterminus spinodorsalis – ein Krebstier
  - Siriocaris trollae
  - Stamm Arthropoda – Klasse Trilobita
    - Buenellus higginsi
    - Kleptothule rasmusseni
- Stamm Chaetognatha (Pfeilwürmer)
  - Timorebestia koprii[4]
- Stamm Lobopodia (Lobopoden)
  - Hadranax augustus
  - Kerygmachela kierkegaardi – ein Dinocaride
  - Pambdelurion whittingtoni – ein Dinocaride
  - Tamisiocaris borealis
- Stamm unsicherer Zuordnung
  - Halkieria evangelista